# Sophie-Charlotte de Wurtemberg
Sophie-Charlotte de Wurtemberg (22 février 1671 – 11 septembre 1717), est une aristocrate, membre de la Maison de Wurtemberg et par mariage duchesse de Saxe-Eisenach.
Née à Stuttgart, elle est le neuvième des onze enfants de Eberhard VII de Wurtemberg et de sa seconde épouse, la comtesse Marie-Dorothée-Sophie d'Oettingen-Oettingen. 

## Biographie
A Kirchheim unter Teck le 20 septembre 1688, Sophie Charlotte épouse Jean-Georges II de Saxe-Eisenach. Ils n'ont pas d'enfants.
Jean-Georges II est mort de la variole, le 10 novembre 1698. Sophie-Charlotte ne s'est jamais remariée, et lui a survécu dix-huit ans. Elle est décédée à Allstedt âgée de 46 ans et est enterrée dans le Georgenkirche, à Eisenach.